# Пятый полк
Пятый полк (исп. Quinto Regimiento) — объединение добровольных вооружённых формирований КПИ во время Гражданской войны в Испании 1936—1939. Создан в Мадриде в августе 1936 года для борьбы против консервативных противников Республики, передан в распоряжение республиканского правительства.

## История

Бойцы Пятого полка

До мятежа в Мадриде дислоцировалось 4 регулярных полка. Пятый полк стал началом армии Республики. Полк имел все необходимые службы; военные школы и курсы, на которых готовились командные кадры, мастерские и предприятия по производству военных материалов и ремонту вооружения; в полку издавались свои газеты; разрабатывались свои нормативные документы, регламентировавшие быт и боевую деятельность подразделений. Первыми бойцами Пятого полка являлись коммунисты Мадрида. В дальнейшем в него вступили члены других политических партий и беспартийные антифашисты. За короткий срок службу в полку прошло около 70 тысяч человек, из них 50 % — коммунисты, 25 % — социалисты, 15 % — левые республиканцы и 10 % — беспартийные
Из числа бойцов и командиров Пятого полка вышли многие пилоты, первые танкисты и группы противотанковой обороны, а также формировались партизанские отряды. В Пятом полку была подготовлена значительная часть командиров, ставших костяком армии Республики. Прославленными командирами стали Энрике Листер (командир полка), Хуан Модесто Валентин Гонсалес и многие другие. На командных постах широко использовались военные специалисты старой испанской армии, оставшиеся верными Республике. Большую роль в Пятом полку играли политкомиссары, введённые в последующем во всей республиканской армии. Огромная работа коммунистов по сплочению полка сделала его наиболее боеспособной частью всей республиканской армии. Его бойцы отличились на многих фронтах, особенно в защите Мадрида. Пятый полк был главной силой обороны столицы. Влияние Пятого полка выходило далеко за пределы армии. Личный состав полка проводил большую работу среди населения, выпускал книги, брошюры, листовки, плакаты, организовывал митинги и театральные представления на площадях городов, на фабриках и заводах. Казармы полка были всегда открыты для народа. Всё это способствовало вовлечению в его ряды многих тысяч бойцов. В декабре 1936 КПИ передала Пятый полк под контроль Правительства Народного Фронта. На его базе были сформированы первые регулярные соединения.

### Стихотворение «Я из Пятого полка»
Стихотворение республиканца испанского поэта и драматурга Рафаэля Альберти «Я из Пятого полка» посвящено воинам легендарного 5-го полка 24-й дивизии. 5-й полк дал Испании выдающихся военачальников, в том числе командира 5-го корпуса Хуана Модесто.

«Я завтра дом родной покину,

Оставлю пашню и быка».

«Привет! Скажи, а кем ты станешь?»

«Солдатом Пятого полка.

Пойду я по горам и долам,

Воды не будет ни глотка,

Но будет торжество и слава:

Ведь я из Пятого полка!»